# Gnomidolon nympha
Gnomidolon nympha là một loài bọ cánh cứng trong họ Cerambycidae.